# Mariano Arana
Mariano Arana (Montevideo, 6 de març de 1933) és un arquitecte i polític uruguaià. Va ser ministre d'Habitatge, Ordenació Territorial i Medi Ambient des de l'1 de març de 2005 fins a l'1 de març de 2008, i intendent de Montevideo (1995-2000, 2000-2005).
Arana és fill i net d'immigrants espanyols, va estudiar en el Lyceé Français de Montevideo i és graduat de la Facultat d'Arquitectura (Universitat de la República) de l'Uruguai com arquitecte i a més va ser docent, director de l'Institut d'Història de l'Arquitectura, entre d'altres de les tantes activitats que va realitzar a la facultat.
Va ser fundador de l'editorial uruguaiana Banda Oriental i va ser President de la Comissió de Patrimoni Històric, Artístic i Cultural del país entre els anys 1985 i 1989.
Quant a política, Arana és fundador i líder actual del sector Vertiente Artiguista, per la llista del qual va ser elegit senador de la República el 1989, càrrec que va ocupar fins a l'any 1994. Actualment la presidenta de la Vertiente Artiguista és Eleonora Bianchi.
Va ser president del Plenari Departamental de Montevideo dins del Front Ampli i candidat comú pel Front Ampli a la Intendència de Montevideo el 1984, i novament el 1994, resultant electe Intendent Municipal amb el 42% dels vots; posteriorment va ser reelegit en les eleccions municipals de maig de 2000 amb el 58% del total de vots emesos.
En assumir el president Tabaré Vázquez, va ser nomenat ministre d'Habitatge, Ordenació Territorial i Medi Ambient l'any 2005.

## Activitat literària
Ha escrit nombrosos llibres, que van des de l'arquitectura fins a la política. Sobre aquest últim tema tracta el seu últim llibre realitzat en conjunt amb el professor Oscar Destouet titulat 5 Vertientes de la Izquierda i que recopila publicacions de 5 destacats pensadors de l'esquerra uruguaiana: Oscar Bruschera (professor d'història), Pedro Seré (advocat, assessor de Liber Seregni), Reina Reyes (mestra), Mario Kaplún (comunicador) i Héctor Rodríguez (sindicalista, membre del gremi de l'agulla).